# Elymnias hypermnestra
Elymnias hypermnestra är en fjärilsart som beskrevs av Carl von Linné 1763. Elymnias hypermnestra ingår i släktet Elymnias och familjen praktfjärilar. Inga underarter finns listade i Catalogue of Life.

## Bildgalleri

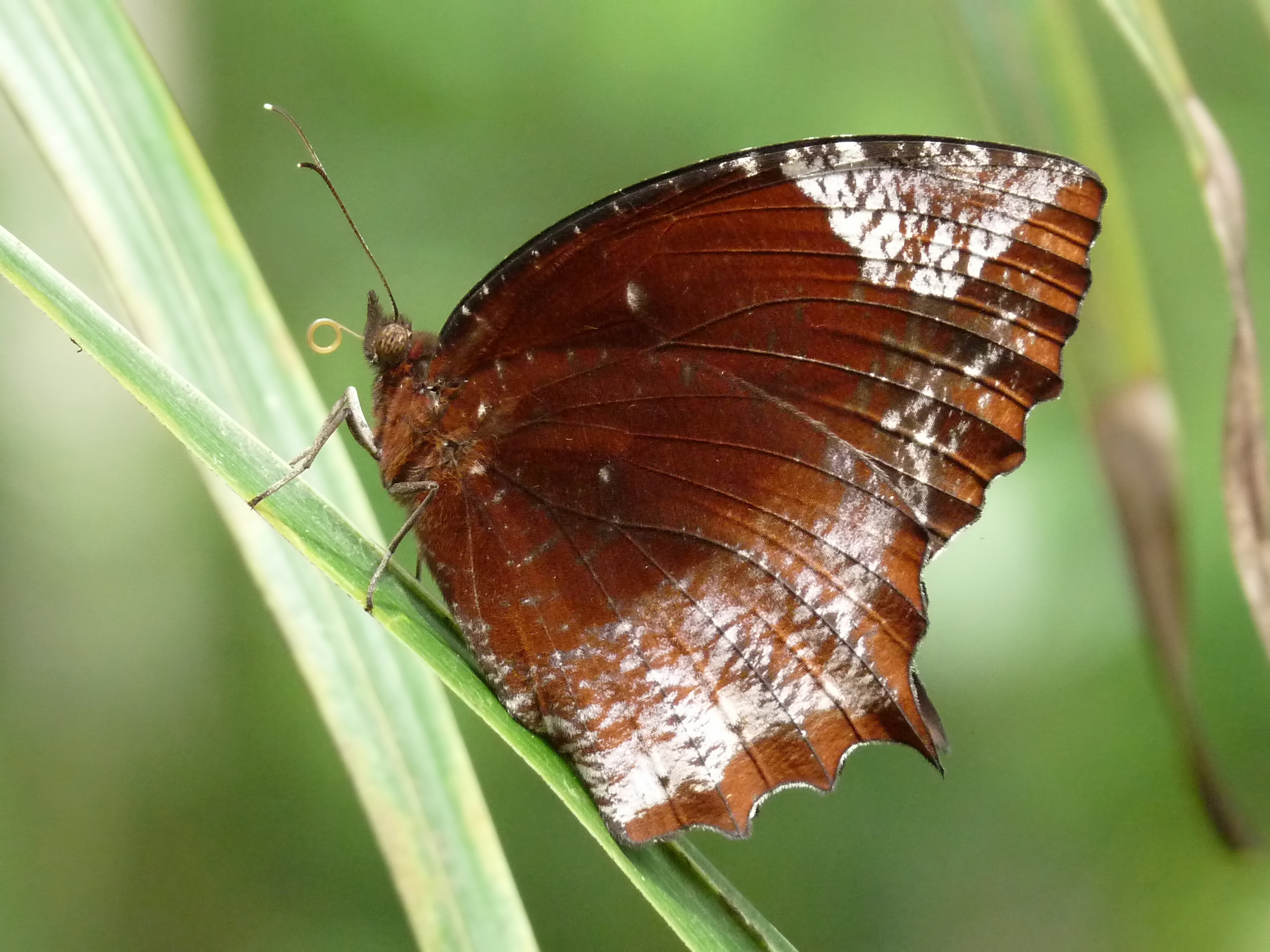
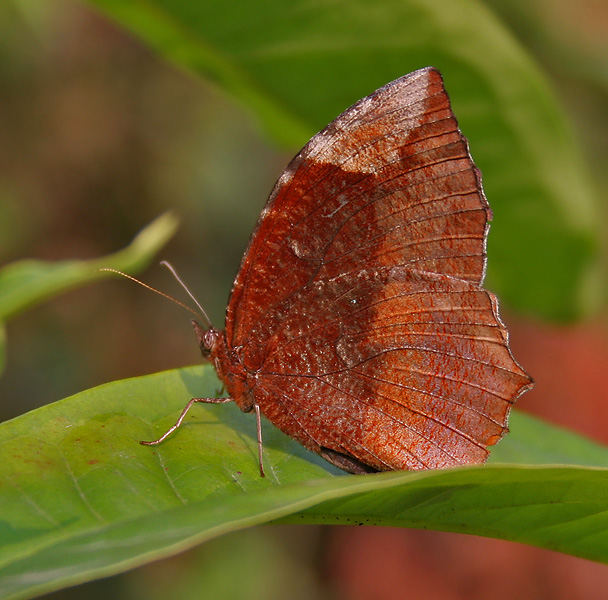
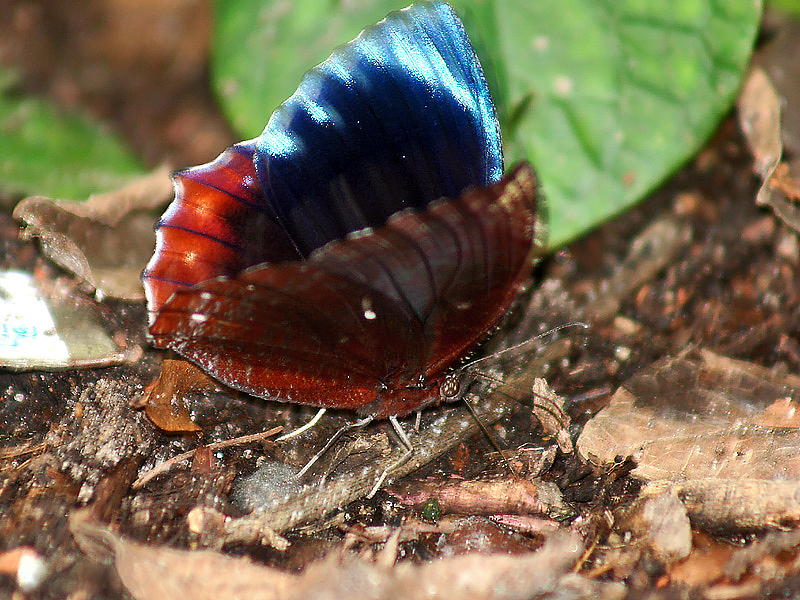
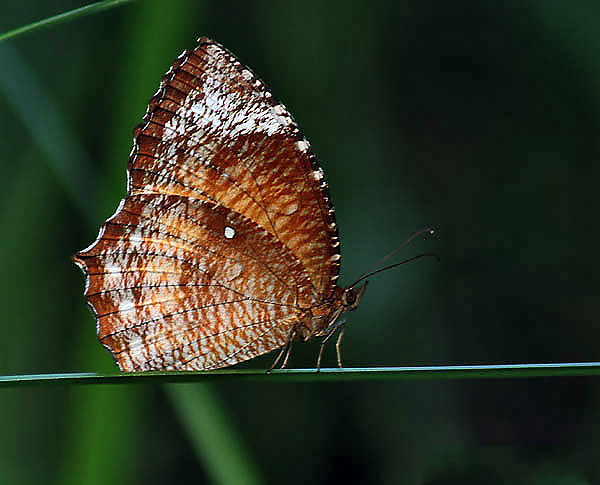
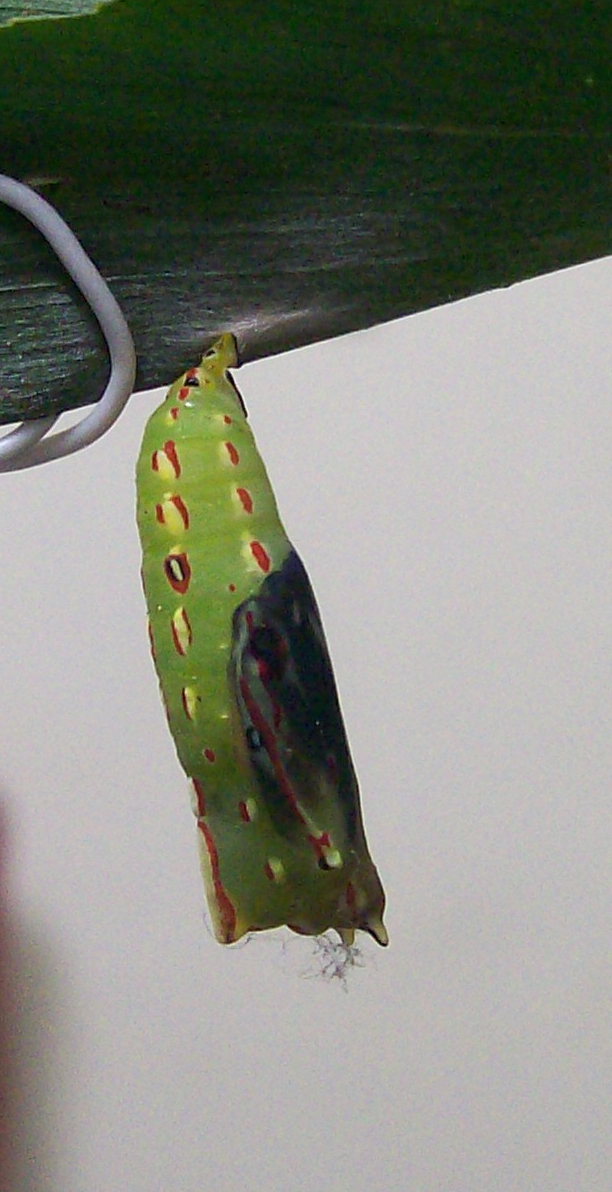
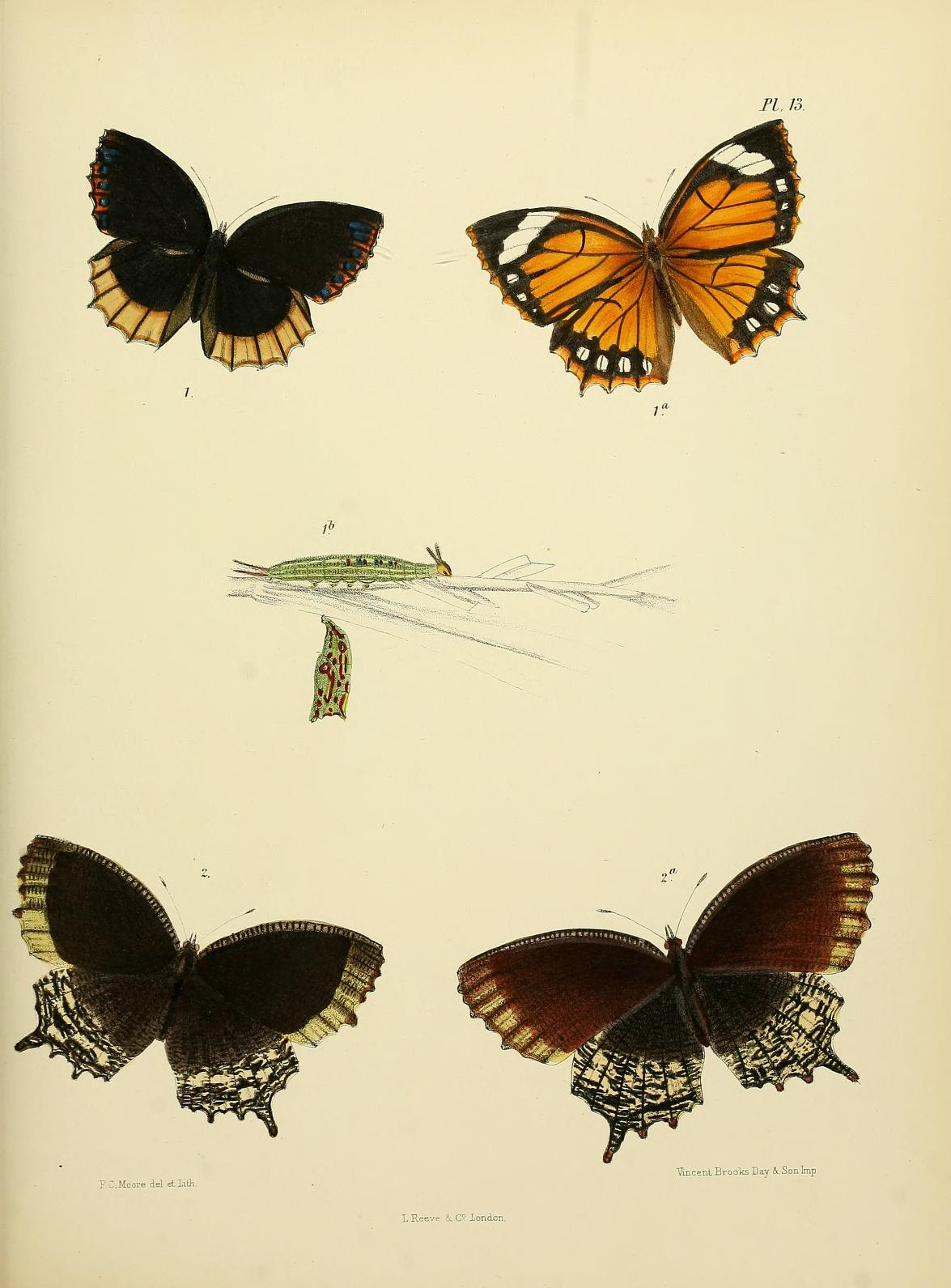